# Francisco Pérez Febres-Cordero
Francisco Pérez y Febres-Cordero (Guayaquil, 18 de julio de 1934 - Ibídem, 31 de agosto de 2010) fue un poeta y periodista ecuatoriano.

## Formación
Nació en Guayaquil, en 1934. Realizó sus estudios primarios y parte de los secundarios en el Cristóbal Colón y en el San José La Salle, ambos de Guayaquil. Terminó sus estudios en la Milford Academy, de Connecticut; ahí ejerció de director del periódico para estudiantes extranjeros de la localidad. En 1952 obtuvo un primer premio de poesía y en 1953 un segundo premio. Los estudios universitarios de periodismo los realizó en la Universidad de Siracusa y en la Universidad de Miami, graduándose en 1958. En Miami dirigió un periódico estudiantil por dos años mientras colaboraba estrechamente con el Diario de las Américas de Miami, especialmente en una página dominical dedicada a estudiantes. Destacan de esta época sus artículos en defensa del idioma castellano, en contra de los barbarismos que usaban los hispanos residentes de Florida.

## El Universo
A fines de 1958 entra a formar parte de la Redacción del Diario El Universo. Para 1959 se le nombra Asistente de la Dirección y Director de Revista Dominical, que se publica hasta 1971. En estos cargos realizó una labor de acercamiento cultural con literatos de países de América, particularmente de Venezuela, Colombia, Argentina, Uruguay, México, Chile y Perú. 
Gestionó entre otras, la sección Deportes, el trofeo al mejor futbolista nacional del año denominado Alberto Spencer Herrera, el torneo de natación para novatos, y el premio al mejor deportista del año.
Desde 1992 hasta 1998 ejerce de vicedirector y presidente del directorio de El Universo.
Se jubila en 1998.

## Concurso de Poesía Ismael Pérez Pazmiño
Fue Coordinador del Concurso Nacional de Poesía Ismael Pérez Pazmiño que él estableció en 1959; el concurso se realizó anualmente hasta 1975 y bienalmente hasta el 1996.

## El Librero
En 1998 abre la librería El Librero en Río Centro Ceibos, adquirida por el grupo Librimundi en 2008.

## Relación con la educación
Fue accionista fundador del Colegio La Moderna y presidente de su directorio. También fue fundador y accionista de la Unidad Educativa Steiner Internacional. 
En 2001 fundó el centro preescolar Jardineritos.

## Obras
- Polvo de estrellas (1955)
- Rimas y sarcasmos  (1961 [segunda edición de Polvo de estrellas, aumentada])
- Penumbras y otros poemas (1959, 1966)
- Reincidencias (1967)
- El corresponsal de la tristeza (1969)
- Apuntes de un pasajero (1970)
- Con el alma en puntillas (1973, 1974)
- Poesía (1980)
- '...y el poema quedó hecho' (1987)
- Tierra mi tierra (1993)
- Antología (2008)
- Obras completas (2020)

## Otras instituciones
Francisco Pérez Febres-Cordero perteneció a instituciones como la Casa de la Cultura Ecuatoriana (sección Literatura, Núcleo del Guayas), de la cual es presidente honorífico; al Círculo de Periodistas del Guayas, a la Confederación Nacional de Periodistas del Ecuador, a la Agrupación Cultura y Fraternidad (la cual fundó), a la Asociación Cultural Música y Poesía, al Patronato Histórico del Guayas, al Instituto Hiliar, al Programa de Intercambio Estudiantil Youth for Understanding, al Guayaquil Tennis Club, a Fundación Natura (de la que ejerció varios cargos), al Patronato Municipal de Bellas Artes, al Instituto Municipal de Cultura.
Dirigió la revista Cuadernos de la CCE Núcleo del Guayas. Fue miembro del Comité Permanente de Estudio sobre la situación de la Minoría Judía en la Unión Soviética, de la Comisión Fulbright de Intercambio Educativo entre Ecuador y Estados Unidos, del comité Pro-Sequicentenario de Juan León Mera y Juan Montalvo, del Grupo de Escritores de Venezuela, de la Casa Social Cultural Ecuatoriana en Nueva York, del Instituto Centro Americano de Cultura. Fue miembro fundador y del directorio de la Orquesta Sinfónica Juvenil de Ecuador, de la fundación Humanitas, y de Acción para el Futuro.

## Condecoraciones
- Diploma de Honor y Medalla Primer Premio en Concurso Literario de la Academia de Literatura Hermano Miguel (1952).
- Diploma de Reconocimiento de Ciclo Educativo Tarqui (1964).
- El M.I. Concejo de Guayaquil lo condecoró con la Medalla al Mérito Literario en 1967.
- Mención de Honor Concurso Relatos y Cuentos del VII Festival Universitario de las Letras (1967).
- Placa de la Casa Social Cultural Ecuatoriana de Nueva York (1967).
- Caballero del Centro Social, Cultural y Deportivo River Oeste (1968).
- Medalla al Maestro del Año de Antena Pedagógica (1981).
- Placa al Mérito Literario del Consejo Directivo del Colegio Nacional Vicente Rocafuerte (1981).
- Placa de la Embajada de Estados Unidos por su labor en el Directorio de la Comisión Fulbright (1984).
- Diploma de Honor del Conservatorio Nacional de Música Antonio Neumane (1986).
- Placa de la Asociación Intelectual Música y Poesía (1986).
- Placa de la Agrupación Cultura y Fraternidad (1987).
- Diploma de Honor del Centro Educativo Mixto Bilingüe San Judas Tadeo y Escuela Ofelia Dibo de Raad (1987).
- Medalla al Mérito Periodístico, Círculo de Periodistas del Guayas (1987).
- Mención de Honor de la Asociación Ecuatoriana pro Niños Retrasados (1987).
- Diploma de Honor del Conservatorio Antonio Neumane (1988).
- Homenaje de Reconocimiento de Orientación Cívica (1989).
- Condecoración Abel Romero Castillo de la Asociación de Periostas Educativos, (1990).
- Diploma de Honor de la A.I. Música y Poesía, (1991).
- Presea al Mérito Leonístico y Certificado de Apreciación Internacional Club de Leones de Guayaquil (1991).
- Placa de Gratitud y Reconocimiento del Liceo Bilingüe Ovidio Decroly (1991)
- Condecoración al Mérito Literario "Encomienda de la Confraternidad Dominicana" por el Instituto Centroamericano de Cultura, (1991).
- Placa de Reconocimiento de la Asociación Ecuatoriana de Orquideología (1992)
- Diploma de Honor del Conservatorio Antonio Neumane (1992).
- Medalla de Reconocimiento por labor cívica y cultural de la Escuela Fiscal Nocturna No.8 Gabriel García Moreno (1994).
- Medalla de Reconocimiento del Instituto Técnico Superior Ismael Pérez Pazmiño de Machala (1996)
- Placa al Mérito Periodístico de la Unidad Educativa Manuel Elicio Flor" (1996)
- Condecoración al Mérito Cultual por el Centro Educativo Centenario  (1998).
- Acuerdo de Reconocimiento a la labor periodística por el Congreso Nacional (1997).

En su labor cultural participó como seminarista en labores en Miami, San José, Quito, Ambato, Portoviejo, Lima y en la República Federal Alemana, Israel, Taiwán, España, África del Sur, Estados Unidos, China y Holanda. 
En 2012, póstumamente, la M.I. Municipalidad de Guayaquil le reconoció con un busto que encabeza la avenida guayaquileña llamada «del Periodista».

## Obras en las que figura
- Árbol de fuego, Caracas
- Lírica hispánica, Caracas
- Antología poética hispanoamericana actual (Buenos Aires: Mario Marcilese, 1968)
- Cantos a Guayaquil (Municipalidad de Guayaquil, 1967)
- Antología hispanoamericana (Buenos Aires, 1978)
- Diccionario de la literatura ecuatoriana (Casa de la Cultura Ecuatoriana, 1980)
- El soneto hispanoamericano (Buenos Aires, 1984)
- El amor el la poesía hispanoamericana (Buenos Aires, 1985)
- Sonetos a Bolívar (Caracas, 1989)

## Fuente
Antología Francisco Pérez Febres-Cordero, edición 2008 de Offset Abad Cía. Ltda. de Guayaquil.